# Parochthiphila spectabilis
Parochthiphila spectabilis is een vliegensoort uit de familie van de Chamaemyiidae. De wetenschappelijke naam van de soort is voor het eerst geldig gepubliceerd in 1858 door Loew.